# Retimohnia caelata
Retimohnia caelata, common name: the plump whelk, là một loài ốc biển, là động vật thân mềm chân bụng sống ở biển trong họ Buccinidae.

## Miêu tả
Loài này có kích thước giữa 10 mm and 27 mm

## Phân bố
Loài này phân bố ở vùng biển Châu Âu (Iceland) and tây bắc Đại Tây Dương (Massachusetts tới North Carolina)